# Олисово (Краснопрудская волость)
Олисово — деревня в Краснопрудской волости Псковского района Псковской области России.
Расположена в 1 км к востоку от волостного центра Кирово и в 34 км к югу от города Пскова.
| 2001 | 2002 | 2010 |
| ---- | ---- | ---- |
| 22   | ↘18  | ↗28  |